# Ningbingia
Ningbingia é um género de gastrópode  da família Camaenidae.
Este género contém as seguintes espécies:
- Ningbingia australis
- Ningbingia bulla
- Ningbingia dentiens
- Ningbingia laurina
- Ningbingia octava
- Ningbingia res